# ヤコブ・ムート
ヤコブ・ムート（Jakob Muth, 1927年6月30日 - 1993年6月24日）は、ドイツの教育学研究者で、大学教授、障害児を通常の学校教育の枠組みの中に取り込んで教育支援するために尽力したこと（統合教育、特別支援教育）で知られている。

## 生涯
ギムプスハイムの小学校で学び、その後ゾントホーフェンの寄宿学校、アドルフ＝ヒトラー＝シューレに進学した。1943年に17歳で戦争に行き、1944年に捕虜となった。戦後の1948年左官の職を学び、時折その仕事に携わった。1948年、アビトゥーアに合格し、その後バート・ノイエンアールで小学校教員養成所で所定の課程を修了した。
1958年マインツ大学で教育学を学び始める。そこで学位、教授資格を取得し、1960年からデュースブルク/ケトヴィヒ教育大学で、1970年から1992年6月に定年になるまではルール大学ボーフムで、教鞭をとった。1970年から1975年まで、彼はドイツ教育審議会のメンバーの職にあった。彼は結婚し、2人の子どもがある。彼はまた熱心なドイツ社会民主党員で、数十年来デュッセルドルフ近郊のハイリゲンハウスに住んでいた。フェルベルトで死去。なお家族は現在もハイリゲンハウスに住んでいる。

## 栄誉など
彼の名を冠した小学校、特別支援学校が多数ある。